# بديل (تصوير)
البديل (بالإنكليزية: Double) أو دوبلير[بحاجة لمصدر] هو الشخص الذي ينوب عن الممثل أو البطل في القيام بالمشاهد الخطرة; حيث يقوم مخرج العمل باستبدال الممثل بشخص متمرس يمكنه أداء المهام الخطرة نيابة عن بطل الفيلم.
كل ما على البديل هو إنهاء المشاهد وأخذ نفس ملابس الممثل حتى لا يلاحظ المشاهد الاختلاف بينهما، إلا ان هناك بعض الممثلين يقومون بأداء هذه المشاهد بأنفسهم مثل جاكي شان وأحمد السقا. يرفض بعض المخرجين وصناع السينما قيام بطل العمل بتصوير تلك المشاهد بنفسه، حيث يرون إنه في حالة إصابة بطل الممثل الرئيسي سيؤدي هذا إيقاف التصوير.
يقوم البديل بأداء مشاهد العنف والحركات الخطرة في السينما والتليفزيون والمسرح مثل مشاهد القتال، أو القفز من المرتفعات، أو ركوب الخيل، أو تصادم السيارات، أو الانفجارات، وعادة ما تكون هناك وسائل حماية لتأمين البديل أثناء المشهد مثل الروافع الميكانيكية، والحبال، وبعض تقنيات التصوير تظهر البديل الذي قد يوحي بفعل الحركات الخطرة دون أن يؤديها وكأنه فعلها بالكامل في الحقيقة. إلا أن مشاهد المسرح والتي تقدم أمام الجمهور مباشرة تخلو من وسائل الحماية هذه لسهولة اكتشافها من المشاهد فيلجأ صناع السينما لبديل مدرب متخصص عادة ما يكون من العاملين بالسيرك، وبرغم وسائل الحماية وخدع التصوير في مشاهد السينما والتليفزيون إلا أن مشاهد الإثارة والعنف قد تظل خطرة جدا على البديل الذي يؤديها، وقد يتعرض خلالها للجروح والإصابات التي قد تؤدي أحيانًا للإعاقة الجسدية أو الموت.

## التاريخ
كان فناني السيرك وخاصة لاعبي الجمباز المدربين والأكروبات من أوائل ممتهني مهنة البديل في العالم، وقد يكون المعنى الأصلي للكلمة الفرنسية كاسكادير cascadeur التي تشير إلى مؤدي مهنة البديل مشتقًا من شرط الوقوع في سلسلة من الحركات أثناء مشهد أو حيلة تتضمن الماء. بينما في استخدام السيرك الألماني والهولندي لكلمة Kaskadeur كان ذلك يعني "أداء سلسلة متتابعة من الوثبات، والقفزات الجريئة دون إصابة المؤدي، ويتطلب أداء مثل هذه الحركات تدريبًا طويلًا، وتحكمًا مثاليًا بالجسم لتقديم أداء مثير للجمهور.
ولعل من أقدم العروض التي تضمنت أداءًا تمثيليًّا ينطوي على الإثارة والحركات الخطرة والعنيفة المباشرة أمام الجمهور عروض الفودفيل المتنقلة في القرن التاسع عشر لعروض الغرب المتوحش المبكرة في أمريكا الشمالية وأوروبا. كان العرض الأول ضمن عروض المحاكاة النموذجية للغرب المتوحش هو عرض بافلو بيل Buffalo Bill الذي قدم في عام 1883 واستمر حتى عام 1913. كانت العروض التي تضمنت محاكاة لمعارك يتم فيها إطلاق النار عبر البنادق، وإطلاق السهام، نسخة رومانسية من الغرب الأمريكي القديم.

### مرحلة عروض القتال
خلال أواخر القرن التاسع عشر، وأوائل القرن العشرين، تم إنشاء المشاهد القتالية المسرحية للسيوف في جولات الإنتاج المسرحي في جميع أنحاء أوروبا وكومنولث الأمم وأمريكا الشمالية من خلال الجمع بين العديد من الإجراءات العامة المعروفة على نطاق واسع والمعروفة باسم «المعارك القياسية». خلال أواخر القرن التاسع عشر وأوائل القرن العشرين، بدأ أساتذة المبارزة في أوروبا في البحث عن تقنيات المبارزة التاريخية وتجربتها، باستخدام أسلحة مثل السيف ذي اليدين، والسيف، والسيف الصغير، وتوجيه الممثلين لاستخدامها.

### مرحلة بدايات السينما
يرجح أن أول استخدام لبديل محترف مدرب في السينما كان ما بين عامي 1903 و1910. وكان أول ظهور معروف لفنان أداء أو بديل في تاريخ السينما العالمية في ميلتاون بولاية نيو جيرسي، في الفيلم الأمريكي " The Great Train Robbery " أو «سرقة القطار الكبرى» من إنتاج عام 1903، وقد أدى فيه الفارس فرانك هاناواي مشهدًا بدلا من البطل الذي يتم إطلاق النار عليه. وكان أول بديل مدفوع الأجر في تاريخ السينما هو لاعب السيرك الذي أدى مشهد القفز من أعلى المنحدر والسقوط في البحر في فيلم " The Count of Monte Cristo " أو «كونت مدينة مونت كريستو» من إنتاج عام 1908، وقد تقاضى عن أدائه مبلغًا قيمته 5 دولارات.
كان البديل المحترف رودمان لو مظليًا معروفًا للآلاف حيث كان يقوم بتسلق جوانب المباني، والقفز بالمظلات من الطائرات، والوقوف على قمم الأجسام القاعدية المرتفعة مثل تمثال الحرية. وقد قامت كاميرات الأخبار والمصورون الإعلاميون بتصوير بعض أعماله المثيرة. ثم بدأ رودمان لو بعد ذلك يعمل في الأفلام في عام 1912 لأداء بعض حركاته المثيرة.
مع تطور صناعة السينما في الساحل الغربي الأمريكي حول هوليوود وكاليفورنيا، كان لاعبي السيرك والمهرجين الكوميديين مثل تشارلي شابلن، وباستر كيتون، وكيستون كوبس من أوائل فناني الأداء المحترفين المقبولين. ويرجع ذلك إلى نوعية الأفلام المبكرة التي كانت تدور وفقًا لإطار رئيسي من الأحداث عبارة عن نمط شبه مستمر من الوقائع، والقفزات العالية، وتحطم السيارات الكوميدي، وهي المكونات الأساسية لألعاب مهرجي السيرك. إلا أن هؤلاء الممثلين (وتحديدًا المهرجين) في ذلك الوقت لم يكن يتم تدريبهم لأداء الحركات الخطرة، بل تعلموا من خلال التجربة والخطأ.

## وسائل الأمان وأجهزة الحماية
يعتبر المنتج والممثل الأمريكي هارولد لويد أول من استخدم وسائل الحماية والحيل البصرية في تصوير مشاهده الخطرة والتخطيط المسبق للمشاهد في فيلم عام 1923 بعنوان " Safety Last " أو «السلامة أخيرًا» حيث لعب دور الفتى الريفي الذي ينتقل إلى المدينة لتحقيق النجاح وينتهي به الأمر بتسلق مبنى شاهق.
ظهر لويد في المشهد معلقًا (بأمان) من برج الساعة، وقد تم تصوير الخدعة بأكملها في موقع في فندق أتلانتيك المطل على شارع برودواي في لوس أنجلوس، على ارتفاعات فعلية. لكن مخرجي الفيلم فريد سي نيوماير، وسام تايلور كانوا قد خططوا لميزتي أمان:
1- وضعت المراتب على منصات خفية تحت كل فنان، وكانوا يرتدون أيضًا مشدًات مبطنًة ومحكمة بشدة تحت ملابسهم.
2- ربط كل فنان بحزام أمان معلق بسلك معدني قوي متصل بالمبنى.
اضطر المنتج هال روتش ولويد إلى تحمل تكاليف تخطيط وبناء أجهزة السلامة والحماية هذه، لأن مفوضو المدينة كانوا ببساطة قد رفضوا إصدار تصريح لتصوير للفيلم بدونها، ثم قرر لويد، الذي كان فضوليًا جدًّ، بعد اكتمال التصوير استخدام دمية بالحجم الطبيعي مليئة بالقطن لمعرفة تأثير الحادث إذا احتاجوا إلى استخدام أجهزة السلامة المطلوبة، وعند رؤيته للنتائج، لم يصور إنتاجًا آخر بدونها.
أعاد الممثل الأمريكي جاكي تشان في عام 1983 خلال تكريم شخصي لباستر كيتون، وهارولد لويد أداء بعض أشهر المشاهد من إصدار الفيلم المبكر، بما في ذلك مشهد برج الساعة للويد من فيلم السلامة أخيرًا، وبينما كان لويد معلقًا من البرج فقط، أخذ تشان خطوة أبعد من ذلك وسقط بالفعل من البرج.

## مهنة البديل في السينما والدراما
سلّطت بعض أعمال السينما المصرية الضوء على حجم معاناة العاملين في مهنة البديل، عبر مشهد كوميدي في فيلم «إسماعيل ياسين في الطيران»، حيث عانى إسماعيل ياسين من تكرار مشهد صفعه بالقلم مرات عديدة لينزلق على السلم بديلًا للبطل الحقيقي بناءً على رغبة المخرج الذي أعاد المشهد عدة مرات حتى يكون مقنعًا للمشاهدين.
أيضًا عبر الفنان عادل إمام في بدايته عن معاناة مهنة البديل بشكل كوميدي، وذلك في فيلم «نصف ساعة زواج»، حيث ظل إمام يعيد مشاهد الضرب والغرق بناء على رغبة المخرج، حتى كاد يغشى عليه

## الإصابات والوفيات
تشهد مهنة البديل الكثير من الحوادث للعاملين بها، والتي قد تتراوح ما بين الإصابات الطفيفة، والإصابات البالغة التي تؤدي إلى العجز أو الإعاقة في بعض الحالات، وحتى الإصابات القاتلة. وعادة ما تنص عقود صناعة الأفلام على أنه يمكن استخدام اللقطات والمشاهد التي جرى تصويرها حتى في حال إصابة أو وفاة البديل الذي يؤدي الحركات أثناء التصوير. يعبر الكثير من صناع الأفلام بما فيهم جاكي تشان عن عدم احترامه لمثل تلك البنود.
في السينما الأمريكية، أثناء تصوير فيلم How the West Was Won (1962) أصيب عدد من الممثلين وفناني البديل كان من أبرزهم روبرت درو أو «بوب» مورجان أثناء تصوير معركة بالأسلحة النارية على عربة سكة حديد مسطحة متحركة محملة بالأخشاب، انقطعت إحدى السلاسل التي كانت تحتوي على جذوع الأشجار، وسحق مورغان بواسطة الأخشاب المتساقطة. على الرغم من ذلك، ظهر هذا المشهد بالكامل في الفيلم. وعلى مدى خمس سنوات أوقفت الممثلة إيفون دي كارلو زوجة بوب مورجان مسيرتها المهنية من أجل إعادته إلى حالته الصحية، إلا أن الزوجان قد انفصلا في وقت لاحق في عام 1968.
وفي السينما المصرية، توفي البديل مصطفى العسكري حرقًا في مشهد إلقاء زجاجة بنزين في محل فيديو بفيلم «دم الغزال»، وكذلك تعرض البديل طاهر أبو سعدة للإصابة بالصمم بإحدى أذنيه لصوت المفرقعة الشديد في فيلم «أصحاب ولا بيزنس»، وفي فيلم «غاوي حب» تعرض البديل سيد حسين لكسر في رقبته أثناء أداء مشهد مطاردة.